# Evrima
Die Evrima ist eine Kreuzfahrtschiff-Yacht von The Ritz-Carlton Yacht Collection, einer Marke der Hotelkette Ritz-Carlton.

## Geschichte
Im Jahr 2018 gab Ritz-Carlton erstmals bekannt, für eine neue Marke eine Megayacht bauen und mit ihr ab Februar 2020 Kreuzfahrten anbieten zu wollen. Das erste Schiff sollte den Namen Azora tragen, die Kiellegung in der Werft Hijos de J. Barreras im spanischen Vigo fand am 11. Januar 2018 statt. Der Stapellauf folgte am Anfang Oktober 2018.
Im September 2019 gab die Marke bekannt, dass das Schiff nun den Namen Evrima tragen werde. Die Indienststellung wurde aufgrund baulicher Verzögerungen auf Juni 2020 verschoben.
Nach weiteren Verspätungen gab Ritz-Carlton im März 2020 den April 2021 als neuen Starttermin bekannt. Im Januar 2021 folgte dann eine Verschiebung auf Juli desselben Jahres, mit einer ersten Sommersaison im Mittelmeer. Im März 2021 kam das Schiff in der Astander-Werft in Santander an, wo unter neben anderen Arbeiten am Exterieur die Lackierung der Außenhülle anstand. Ende März erfolgte vor dem Hintergrund der COVID-19-Pandemie eine erneute Verlegung der Indienststellung auf den 10. November 2021, mit einer Jungfernfahrt in der Karibik. Anfang September 2021 wurde eine Übernahme noch 2021 ausgeschlossen und stattdessen der Mai 2022 als anvisiertes Datum genannt. Anfang März 2022 wurde der neue Termin mit August 2022 angegeben. Im Juni 2022 schloss die Evrima ihre Probefahrten ab. Ende des Monats erfolgte eine weitere Verlegung der Jungfernfahrt vom 6. August auf den 31. August 2022, nachdem ein Streik von Metallarbeitern in der Region Kantabrien den Abschluss der Arbeiten verzögert hatte. Letztlich wurde das Schiff erst am 15. Oktober und damit mehr als zweieinhalb Jahre nach dem ursprünglich geplanten Datum im Februar 2020 in Dienst gestellt.
Am 5. November 2022 wurde das Schiff in Lissabon von den Kindern des CEOs der Marke, Douglas Prothero, und eines Mitarbeiters der Hotelkette Marriott International getauft.